# Maps (Maroon 5)
Maps è un singolo del gruppo musicale statunitense Maroon 5, pubblicato il 16 giugno 2014 come primo estratto dal quinto album in studio V.

## Descrizione
Il brano è stato scritto da Adam Levine, Ryan Tedder, Benny Blanco, Ammar Malik e Noel Zancanella e prodotto da Tedder e Blanco, quest'ultimo già produttore di altri brani del gruppo quali Moves like Jagger e Payphone.
Musicalmente, il brano si presenta come un brano dal genere pop rock unito a sonorità dance ed è anche la prima canzone della band a distanza di otto anni che si riavvicina allo stile funky, per il quale il gruppo era originariamente conosciuto. Il testo tratta di una storia d'amore perduta che il protagonista vuole recuperare a tutti i costi, interpretando quello che gli accade nella vita di tutti i giorni come un segno per riavvicinarlo alla sua compagna.

## Video musicale
La band ha annunciato la pubblicazione del videoclip del brano su Twitter pubblicando anche un teaser su Facebook sulla pagina ufficiale del gruppo. Il video, diretto da Peter Berg (che aveva già girato un videoclip della band per il singolo One More Night) è stato mostrato in anteprima esclusiva su MTV il 1º luglio 2014 ed è stato caricato ufficialmente sul canale VEVO dei Maroon 5 il giorno successivo.
La storia del video si ispira al film del 2002 Irréversible e la sequenza delle immagini è cronologicamente invertita. Il videoclip inizia con Adam che entra nervosamente dentro un ospedale alla ricerca di una giovane donna, interpretata da Tereza Kačerová: finalmente la trova in uno stato di incoscienza mentre i medici tentano di rianimarla; dopo che Levine chiede più volte ai paramedici quanto successo alla sua compagna, viene presto scortato fuori dalla sala da due paramedici. A questo punto si apre un lungo flashback, che dura fino alla fine del video: prima si vede il cantante che guida a tutta velocità la macchina per raggiungere l'ospedale, poi, per quanto accaduto prima, viene mostrata la ragazza che attraversa la strada e viene investita da una macchina. Le scene successive riportano quello che è successo prima: quando la coppia viene invitata ad una festa di amici, Levine dopo aver bevuto, si ritrova tra le braccia di un'altra donna, e i due iniziano a baciarsi, e vedendoli, la compagna scappa via; le ultime scene mostrano la donna che sceglie che abiti mettersi per il party.
Alla fine tutti gli eventi mostrati nel video si riordinano nell'ordine giusto, spiegando tutta la storia. Il video si conclude dentro la sala in cui è ricoverata la ragazza, che risulta essere morta nell'incidente.

## Accoglienza
La critica ha espresso quasi esclusivamente giudizi molto positivi nei confronti della canzone: alcuni hanno paragonato la canzone, per quanto riguarda al genere musicale e alle sonorità, al singolo di Bruno Mars Locked Out of Heaven, aggiungendo che gli assoli di chitarra di James Valentine e le armonie vocali eseguite da Levine durante il ritornello hanno contribuito in modo determinante al successo discografico; in seguito lo stesso Tedder ha dichiarato di essersi ispirato ad influenze indie rock della canzone Counting Stars degli OneRepublic.
La rivista Music Times ha annunciato: «Con la melodia cantilenante Levine è riuscito a creare un'atmosfera fredda, ma che man mano riesce a diventare più potente, anche se la sua voce rimane costante; la canzone diventa sempre più piena e il coro è esplosivo».

## Tracce
Download digitale, CD promozionale (Europa)
1. Maps – 3:09

Download digitale – remix
1. Maps (Rhumba Whoa Remix feat. J Balvin) – 4:15

CD singolo (Europa)
1. Maps (Album Version) – 3:10
2. Maps (Instrumental Version) – 3:09

## Formazione
Gruppo
- Adam Levine – voce
- James Valentine – chitarra solista
- Mickey Madden – basso
- Jesse Carmichael – tastiera
- PJ Morton – tastiera
- Matt Flynn – batteria, percussioni

Altri musicisti
- Sam Schamberg, Jason Fields, Travis Leete, Shawn Tellez – voci aggiuntive, battimani
- Benny Blanco, Ryan Tedder, Noel Zancanella – strumentazione, programmazione

Produzione
- Benny Blanco – Ryan Tedder, Noel Zancanella – produzione
- Noah Passovoy – produzione aggiuntiva, ingegneria del suono
- Max Martin – produzione esecutiva
- Chris "Anger Management" Sclafani, Matthew Tryba – ingegneria del suono
- Bradford H. Smith, Eric Eylands – assistenza tecnica
- Șerban Ghenea – missaggio
- John Hanes – ingegneria al missaggio
- Phil Seaford – assistenza tecnica al missaggio
- Tom Coyne – mastering

## Successo commerciale
Poco dopo la sua uscita, Maps ha raggiunto rapidamente la prima posizione nella Billboard Hot 100, rimanendo nella top 10 americane per diverse settimane consecutive: anche il successo radiofonico è stato abbastanza buono, visto che in un solo giorno la canzone è stata trasmessa 1.800 volte dalle radio di tutto il mondo che, secondo Nielsen BDS, equivarrebbe a circa 17 milioni di persone.

### Nord America
A un mese di distanza dalla pubblicazione del singolo, ha fatturato il milione di copie vendute negli Stati Uniti, ed è stato premiato con il disco di platino, e dopo un po' ha raggiunto le 1,6 milioni di copie; anche in Canada ha avuto un buon successo e si è guadagnato il doppio disco di platino, a fronte di 160 000 copie dopo aver conquistato il primo posto in classifica in tutte e quattro le classifiche canadese; in Messico ha incontrato meno successo, e ha occupato la quinta posizione in Billboard per tre settimane non consecutive.

### Europa
In Europa il più grande successo registrato è stato in Regno Unito: infatti dopo poco più di due giorni dalla pubblicazione della canzone sulle radio britanniche, la canzone ha debuttato direttamente alla prima posizione della UK Chart Singles in classifica ed è stata quella più trasmessa per quattro settimane a fine agosto 2014; ha ricevuto il disco d'argento a fronte di 200 000 copie. Nel resto d'Europa il singolo è rientrato nella top 20 in trenta Paesi (tra cui l'Italia), in cui il picco posizione l'ha raggiunto al quarto posto, vendendo in totale 60 000 copie e certificato doppio disco di platino dalla FIMI.

### Corea del Sud
Maps ha conquistato straordinariamente subito la prima posizione nelle otto classifiche musicali in Corea del Sud subito dopo la sua pubblicazione, sbaragliando le precedenti hit mondiali presenti nella top 10: incredibilmente la canzone ha venduto solo nei primi tre mesi 1 135 233 copie, che risulta essere uno dei singoli più venduti nella storia della musica in Corea superando di gran lunga in vendite anche il tormentone dell'estate 2012 Gangnam Style. Nel paese il singolo è stato certificato quattro volte platino, rendendo così i Maroon 5 l'unico artista straniero ad essere riuscito a far arrivare una canzone direttamente alla n°1 nella storia della musica coreana.

## Classifiche
| Classifica (2014-15) | Posizione massima |
| -------------------- | ----------------- |
| Australia            | 5                 |
| Austria              | 17                |
| Belgio               | 13                |
| Canada               | 1                 |
| Corea del Sud        | 1                 |
| Croazia              | 2                 |
| Danimarca            | 8                 |
| Europa               | 4                 |
| Finlandia            | 5                 |
| Francia              | 17                |
| Germania             | 6                 |
| Giappone             | 6                 |
| Italia               | 4                 |
| Lussemburgo          | 4                 |
| Messico              | 5                 |
| Nuova Zelanda        | 16                |
| Norvegia             | 11                |
| Paesi Bassi          | 14                |
| Regno Unito          | 1                 |
| Repubblica Ceca      | 10                |
| Scozia               | 2                 |
| Slovacchia           | 8                 |
| Stati Uniti          | 1                 |
| Sudafrica            | 3                 |
| Svezia               | 8                 |